# Calligonum bungei
Calligonum bungei là một loài thực vật có hoa trong họ Rau răm. Loài này được Boiss. mô tả khoa học đầu tiên năm 1879.